# Bubblegum Crisis: Tokyo 2040
Bubblegum Crisis Tokyo 2040 (バブルガムクライシス TOKYO 2040, Baburugamu Kuraishisu TOKYO 2040) é uma série anime produzida pela Anime International Company (AIC) e financiada pela ADV Films. Um "remake" do OVA de 1987 Bubblegum Crisis, a série estreou na TV Tokyo em 8 de outubro de 1998, onde foi exibida por 26 episódios até a sua conclusão em 31 de março de 1999. A AIC lançou a série para LD e VHS em 13 volumes, cada um contendo dois episódios. O primeiro volume foi lançado em 21 de janeiro de 1999 e o volume final em 26 de julho de 2000.
A série ficou anos no ar pelo canal Locomotion, chegando a vários países, inclusive Brasil (TV por assinatura) por essa via. Porém, esse canal foi posteriormente comprado pela Sony e rebatizada como Animax, tendo sua grade de programação totalmente reformulada e, por essa razão, a série foi excluída. [carece de fontes?]
Em 2002, a A.D. Vision anunciou que uma sequencia estava sendo produzida intitulada Bubblegum Crisis Tokyo 2041, mas nenhum anúncio adicional foi feito desde então.

## Enredo
Tokyo 2040, diferentemente do Bubblegum Crisis original, tinha 26 episódios e a história novamente era a luta das Knight Sabers contra os Boomers da corporação Genon. As Knight Sabers são mercenárias misteriosas que por isso nos primeiros episódios são mal vistas pelos policiais da AD Police, oficialmente encarregada dos casos que envolvem Boommers (assim, a relação entre as Knight Sabers e a AD Police lembra a relação entre Batman e a policia de Gothan).
Com o passar dos episódios, e aparecimento de Boomers mais fortes, os laços se estreitam e fica bastante evidente uma paixão entre um dos policiais da AD, Leon McNicole, e uma das Knight Sabers, Priscila ("Priss") Asagiri.
No desenrolar da trama, a origem dos Boomers vai sendo revelada e descobre-se que estes podem estar sendo apenas parte de uma criatura com emoções bastante humanas e que tem a ver com o passado da dona da organização das Knight Sabers, portanto, a armadura das Knight Sabers é uma variação da tecnologia Boommer no futuro